# Ōguchi
Ōguchi (大口町, Ōguchi-chō) est un bourg du district de Niwa, dans la préfecture d'Aichi, au Japon.

## Géographie

### Démographie
Au 1er janvier 2014, la population d'Ōguchi s'élevait à 22 725 habitants répartis sur une superficie de 13,58 km2.